# كليومبروتس الثاني
كليومبروتس الثاني (باليونانية: Κλεόμβροτος Β΄) هو ابن ليونيداس الثاني، والملك التاسع والعشرون لأسبرطة من سلالة أغايد.

## وصلات خارجية
- قاموس السيرة والأساطير اليونانية والرومانية. (باللغة الإنجليزية)